# Réseau du NPL

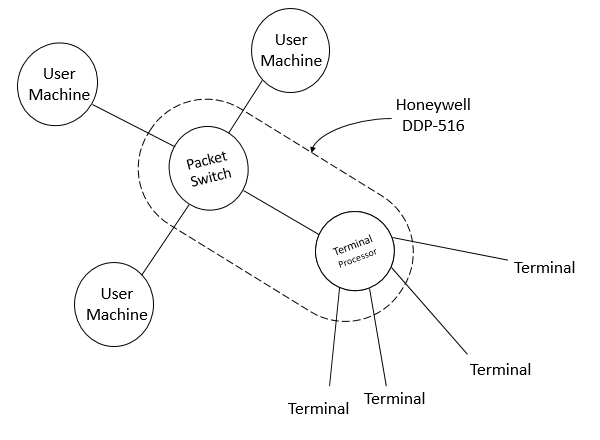
Schéma du réseau NPL

Le réseau du NPL est l'un des premiers réseaux informatiques au monde, opérationnel entre 1969 et 1986.
Précurseur d'Internet car il est, avec l'Arpanet américain et le réseau Cyclades français, ses contemporains, l'un des premiers à utiliser la transmission par commutation de paquet en mode datagramme, avec des routeurs et liaisons à haut débit, il est l'œuvre d'une équipe du Laboratoire national de physique (National Physical Laboratory, NPL) de Londres.
Il a été relié au réseau Cyclades français en 1974 via l'European Informatics Network, dirigée de Londres par Derek Barber, issue du réseau du NPL et mis en place par l'Union européenne, qui a décidé de lui donner comme successeur à partir de 1979 le réseau Euronet, retenant lui la commutation de circuits. Techniquement, le réseau du NPL offre un prévention des risques de congestion plus élevée que le réseau Arpanet, mais il ne connait pas le même développement.

## Origine

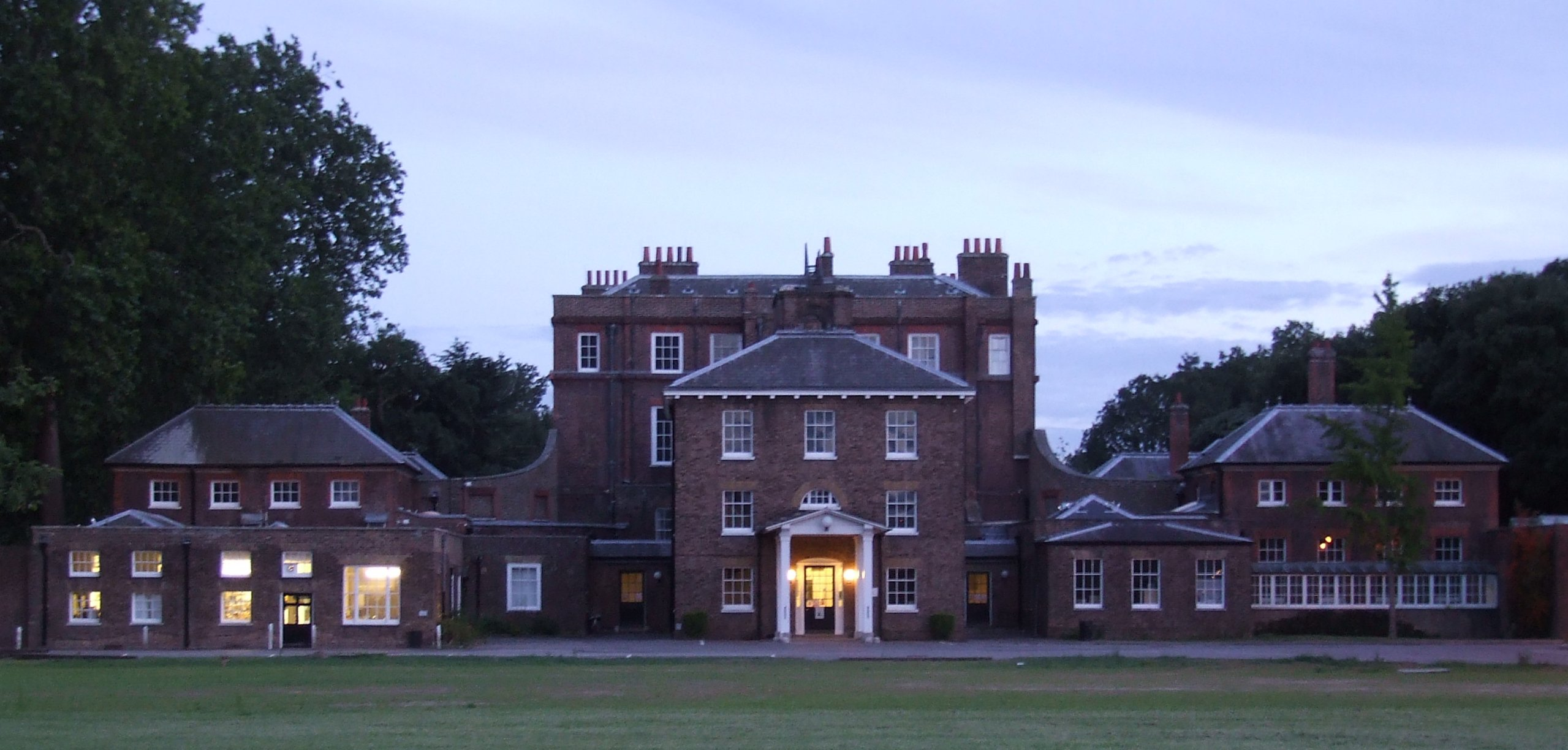
Le pavillon historique du NPL, dans l'ancienne résidence royale de Bushy House

En 1965, Donald Davies, futur directeur des services informatiques du NPL, imagine la création d'un réseau de données qui utiliserait la transmission par datagramme. En l'absence de réponse, Donald Davies commence à préparer en 1966 devant un réseau local pour répondre aux besoins du seul NPL et prouver la faisabilité de la transmission par datagramme. Il est le premier à décrire la nécessité d'un « ordinateur interface », le routeur.
Le futur réseau du NPL est alors décrit comme utilisant des ordinateurs à temps partagé à un débit élevé pour l'époque, de l'ordre du mégabit,,,,,,
Plus tard, le directeur des services informatique de l'Arpa,Larry Roberts, intègrera les concepts de routeur et de datagramme dans la conception de l'Arpanet, Comme le réseau du NPL fonctionne à la vitesse de 768 kbit/s, la vitesse prévue pour l'Arpanet passe de 2,4 kbit/s à 50 kbit/s et le format de paquet similaire est adopté,

## Gestation

### Symposium de 1967 dans le Tenessee
Dans un document présenté en octobre 1967, aux États-Unis pour le premier Symposium sur les principes des systèmes d'exploitation, l'un des membres de l'équipe du NPL, Roger Scantlebury, note que  "les idées contenues dans la conférence du NPL d'aujourd'hui sont plus avancées que toutes celles proposées aux États-Unis",,,,.
L'événement est organisé notamment par Jack Dennis, "l’un des pionniers du time-sharing au MIT" et "rassemble toute l’élite de la recherche informatique internationale", Larry Roberts y présentant son plan pour un réseau d’ordinateurs, qui "reçoit un accueil favorable, voire enthousiaste". Roger Scantelbury présente en détail le projet de réseau du NPL, "élaboré au même moment en Grande-Bretagne" et conseille notamment à Larry Roberts, qui entend parler pour la première fois des travaux de Paul Baran, d’utiliser des lignes à haute vitesse (de 50 Kbits), ce qui l'incite à lire le rapport de la RAND Corporation puis à rencontrer Paul Baran.

### Datagramme présenté à la conférence d'Edimbourg

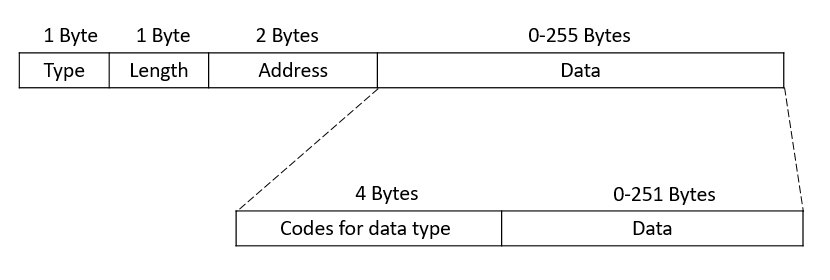
Structure d'un datagramme utilisée dans le réseau du NPL

La conférence d'Edimbourg d'août 1968 a "été plus grande publicité" pour le réseau du NPL, selon Donald Davies. L'Américain Paul Baran avait été le premier à avoir théorisé les datagrammes en 1964, et Davies a ensuite amélioré le concept en 1965, avec le mérite d'avoir utilisé le terme de "packet" (datagramme en français), qu'il choisit avec l'aide d'un linguiste du NPL dans le but d'être traduit dans toutes les langues sans difficulté.
Donald Davies fait la première présentation publique de la transmission par datagramme lors de la célèbre Conférence d'Edimbourg le 5 août 1968, un congrès de l'International Federation for Information Processing (IFIP), où sont discutées pour la première fois, de façon encore marginale mais révolutionnaire, les questions de réseaux d'ordinateurs.

## Développement du réseau
La construction de ce réseau commence en 1968 mais la première version du réseau, le Mark I NPL Network, est opérationnelle dès 1969. Des liaisons T1 à haut débit (1,544 Mbit/s) sont mises en service dès 1970, bien avant les autres réseaux,,. Il est cependant confiné à l'enceinte du NPL jusqu'en 1971.
La première démonstration officielle d'Arpanet en octobre 1972 à Washington fut un "véritable tournant" car crédibilisant la commutation par paquets alors que jusque là beaucoup de professionnels étaient "toujours sur la défensive". Elle a lieu en présence des deux leaders du NPL, Derek Barber et Donald Davies. Selon ce dernier, le NPL a alors décidé que "l’une des choses les plus importantes était d’avoir de la mémoire attachée au réseau, car à l’époque, si vous aviez un mini-ordinateur, vous aviez un minimum, une très petite quantité de mémoire sur bande, très lente".
Le réseau du NPL avait choisi des ordinateurs Honeywell 516 pour ses commutateurs de réseau aux alentours de 1968 et les capacités de mémoire moyenne des ordinateurs avaient très fortement progressé depuis quatre ans.
En 1976, 12 ordinateurs et 75 terminaux sont interconnectés. Le réseau fonctionne jusqu'en 1986. Son succès influence les recherches au Royaume-Uni et en Europe,.

## Contrôle de congestion
La prévention du contrôle de congestion a été "abondamment étudiée" au NPL. Donald Davies, chercheur du NPL, a travaillé pour le NPL un moment sur un simulateur de trafic
La prévention du contrôle de congestion est dans le réseau du NPL de "type isarithmique", ce qui signifie qu'elle "consiste à limiter globalement le nombre de paquets dans le réseau". Dans ce but, "le droit pour un nœud d'accepter un paquet d'un client est matérialisé par un crédit" qu'on peut "imaginer comme un conteneur de paquet". Lorsqu'un nœud délivré un paquet à un client, il récupènre un crédit" et "chaque nœud est autorisé à conserver quelques crédits en réserve", ceux qu'il perd étant "passés aux voisins".
Cette technique "présente par rapport au réseau arpanet lancé la même année, l'avantage de diminuer le trafic de contrôle (crédits) lorsque le trafic utile augmente". Dans le réseau arpanet, des "accusés de livraison" sont retournées aux nœuds d'origine par les nœuds de destination, et la prévention du contrôle de congestion est conçue de manière basique, comme une simple limitation "pour chaque client pris individuellement" du "nombre de paquets en transit dans le réseau", les nœud n'acceptant pas de paquets au-delà de la limite fixée, technique qui "ne donne de résultat que pour un réseau peu chargé" inconvénient qui s'ajoute à celui de "surcharger le réseau avec les accusés de livraison" revenant vers la zone émettrice.
La "faiblesse" de la prévention du contrôle de congestion dans le réseau du NPL semble "résider dans son manque de sélectivité". Elle "pose également le problème du contrôle du nombre total de crédits, en particulier dans le cas d'une panne de commutateur", mais il s'agit d'un "contrôle distribué sur l'ensemble des commutateurs du réseau". Dans le réseau Cyclades, le mécanisme de la prévention du contrôle de congestion "consiste à contrôler sélectivement par destination le débit de chaque émetteur", et ceci "en fonction de la charge du chemin sur lequel les paquets vont être acheminés depuis l'émetteur jusqu'au destinataire".
Dans cette logique, "la valeur du paramètre de charge du chemin est déterminée et propagée en même temps que les informations concernant l'adaptation des chemins". Plusieurs avantages de cette technique ont été mis en avant: ils "résident dans sa sélectivité" et dans le fait qu'elle "autorise un partage de la charge entre plusieurs paires de correspondants et dans le fait quelle ne surcharge pas le réseau par un important trafic de contrôle comme dans Arpanet".

## Liens avec les autres réseaux
Le gouvernement travailliste anglais avait créé avant 1970 un ministère de la Technologie fusionnant ceux de la Défense et des Relations extérieures, ce qui "a réuni beaucoup de gens" qui  sion "n'auraient jamais parlé entre eux". Les chercheurs anglais ont aussi eu, au NPL, très tôt des "visiteurs individuels" américains, mais la date n'est pas établie, avant le lancement d'Arpanet selon Davies, et plutôt 1972 ou 1973selon Derek Barber, car il était "déjà directeur de l'EIN". Des documents ont été échangés, Alex McKenzie et Robert Kahn ont été parmi les contacts, ce dernier étant le principal et celui venu en Angleterre.
Selon Donald Davies, lorsque les premières offres sont arrivées pour la construction d'Arpanet, le NPL a "presque immédiatement eu une copie", dans la mesure où ils utilisaient le Honeywell 516, comme Arpanet. Le NPL voulait au départ utiliser "une très bonne machine expérimentale, très rapide", le XL-12 du constructeur anglais Plessey, mais a dû y renoncer et se retourner vers le Honeywell 516 car un décret exigeait de "réduire le nombre de fabricants d'ordinateurs".
Un rapport de Roger Scantlebury résumant sa visite au "Symposium on Operating Systems Principles" organisé du 1er au 4 octobre 1967 à Gatlinburg, dans le Tenessee, montre que l'article présentant le NPL y "a été bien reçu" et qu'il "semble" que les idées y étant présentées "soient actuellement plus avancées que toutes celles proposées aux États-Unis". Le lien avec Arpanet bénéficie en 1973 des travaux du groupe de recherche de Peter Kirstein de l'University College de Londres.
Celui avec le réseau français Cyclades bénéficie de l'European Informatics Network (EIN) adopté en 1971 par huit pays de la CEE et Euratom, dirigé par Derek Barber, du NPL, qui a délégué aussi Roger Scantlebury. Barber y a imposé un compromis passant par le libre choix de l'utilisateur entre commutation de circuits ou datagramme. Louis Pouzin, directeur de Cyclades, a invité à dîner à Paris les dirigeants du NPL, et ils se croisent souvent aux Etats-Unis.
Selon Donald Davies, Les PTT françaises se sont comportées de manière "extrêmement autocratiques" mais "les Allemands étaient encore pires", la Bundespost allemande croyant "dominer le monde" et selon Derek Barber, le GMD disposait d'un réseau entièrement en circuit, ce qui a contribué au problème qu'il avait avec le projet EIN, celui des pays "convaincus qu'il fallait une commutation de circuits". Selon Donald Davies, un responsable de Siemens l'a accusé lors de leur seule conversation d'être "impertinent en suggérant quelque chose comme la commutation de paquets" et de "remettre en cause toute leur autorité" technique. Selon Derek Barber, l'équipe du NPL  s'entendait par contre "assez bien avec les Français, particulièrement avec le groupe de Louis Pouzin", qui avait "beaucoup réfléchi à Internet". Selon Donald Davies, l'administration des PTT a exigé de Louis Pouzin qu'il se présente un jour avec ses collègues, pour expliquer exactement ce que le NPL fait au sujet de la commutation par paquets. Donald Davies est donc venu à Paris le même jour, lui aussi avec des collègues, rencontrer Louis Pouzin, mécontent du procédé des PTT, qui s'est arrangé pour le faire échouer par un repas précédant la convocation, causant un retard important des convoqués et de leurs invités anglais.
Ce réseau européen EIN, dirigé de Londres par Derek Barber, a contribué à l'adoption de la norme proposée par l'INWG,. Selon l'historienne Valérie Schafer, le réseau EIN entre, à l’été 1973 dans "une phase active" avec "à titre d’expérience préliminaire", un raccordement entre les réseaux du NPL et de l’IRIA. Le réseau NPL s'améliore au cours de la même année 1973 et est renommé Mark II NPL Network,,.

## Développement de normes

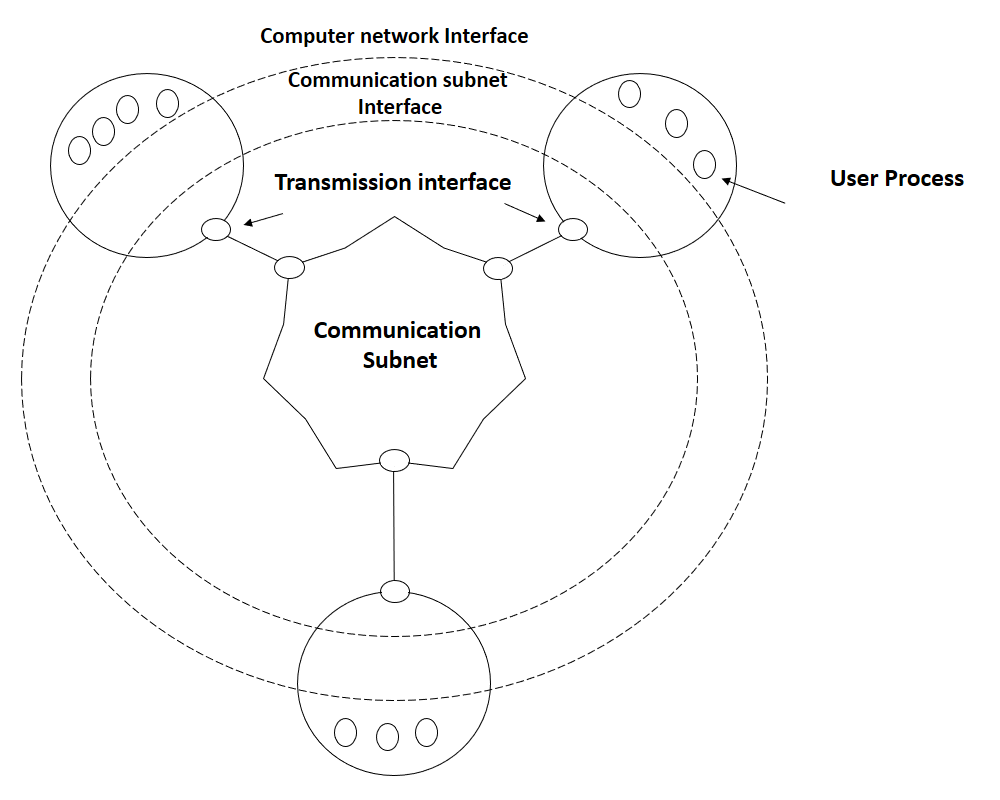
Modèle de réseau du NPL

Le mémorandum intitulé A Protocol for Use in the NPL Data Communications Network, écrit par Roger Scantlebury et Keith Bartlett, montre dès avril 1967 l'esprit du réseau du NPL,.
Dans sa version Mark II, le réseau du NPL utilise à partir de 1973 une norme de communication par couche et sert de banc d'essai pour l'interconnexion de réseaux, avec l'arpanet américain et le réseau français Cyclades.
Davies, Scantlebury et Barber sont membres du Groupe de travail international sur les réseaux (International Networking Working Group, INWG) créé en septembre 1972, qui propose une norme pour l'interconnexion des réseaux,,.
Derek Barber est nommé directeur du projet européen COST 11, le futur Réseau informatique européen (European Informatics Network). Scantlebury en supervise le déploiement technique depuis le Royaume-Uni,,.
Le Réseau informatique européen contribue à l'adoption de la norme proposée par l'International Network Working Group (INWG), Bob Kahn et Vint Cerf reconnaissent leur dette à l'égard de Davies et Scantlebury en les citant dans leur article de 1974 « A Protocol for Packet Network Intercommunication ». Coté français, le centralien Michel Gien est "promu responsable technique des relations entre Cyclades et EIN", et fait la promotion des datagrammes et de Cigale, nouveau nom du réseau "Mitranet" de Cyclades. Peu après, il accompagnera Louis Pouzin et Hubert Zimmermann, les responsables de Cyclades, lors de leurs travaux au sein de l'IFIP et de l'International Network Working Group (INWG).
Les recherches du NPL mettent en avant un "dilemme fondamental" lié à l'interconnexion des réseaux: toute norme appliquée aux ordinateurs finaux nécessite une restructuration des réseaux existants s'ils ne sont pas conçus sur une norme commune.

Le réseau du NPL avait été interconnecté à l'European Informatics Network, en traduisant les normes de communications elles-mêmes, ainsi qu'au Service expérimental de transmission de la Poste britannique (Post Office Experimental Packet Switched Service), en utilisant une norme commune aux deux réseaux, plus fiable et plus efficace.
Pour tenter d'harmoniser les normes d'interconnection des réseaux, Davies et Barber publient en 1973 « Communication networks for computers » et en 1979 "Computer networks and their protocols". Au Symposium sur les communications de données en 1975, Barber se désole que « le manque de normes d'interfaçage des réseaux de communication émergents à datagramme crée une “sorte de monstre” pour les utilisateurs ». La communauté de l'ingénierie des réseaux est fracturée par la concurrence des normes, dans ce qu'on a appelé communément la Guerre des normes (Protocol War.
L'équipe informatique du NPL comprend Donald Davies, Derek Barber, Roger Scantlebury, Peter Wilkinson, Keith Bartlett et Brian Aldous. Donald Davies poursuit ses recherches au NPL dans la sécurité des données pour les réseaux informatiques.

## Mémoire
En 2009, le NPL finance l'ouverture d'une salle sur le développement de la transmission par datagramme et sur les technologies de l'Internet au Musée national de l'informatique dans le Parc Bletchley.